# Bitwa pod Aleksandrią

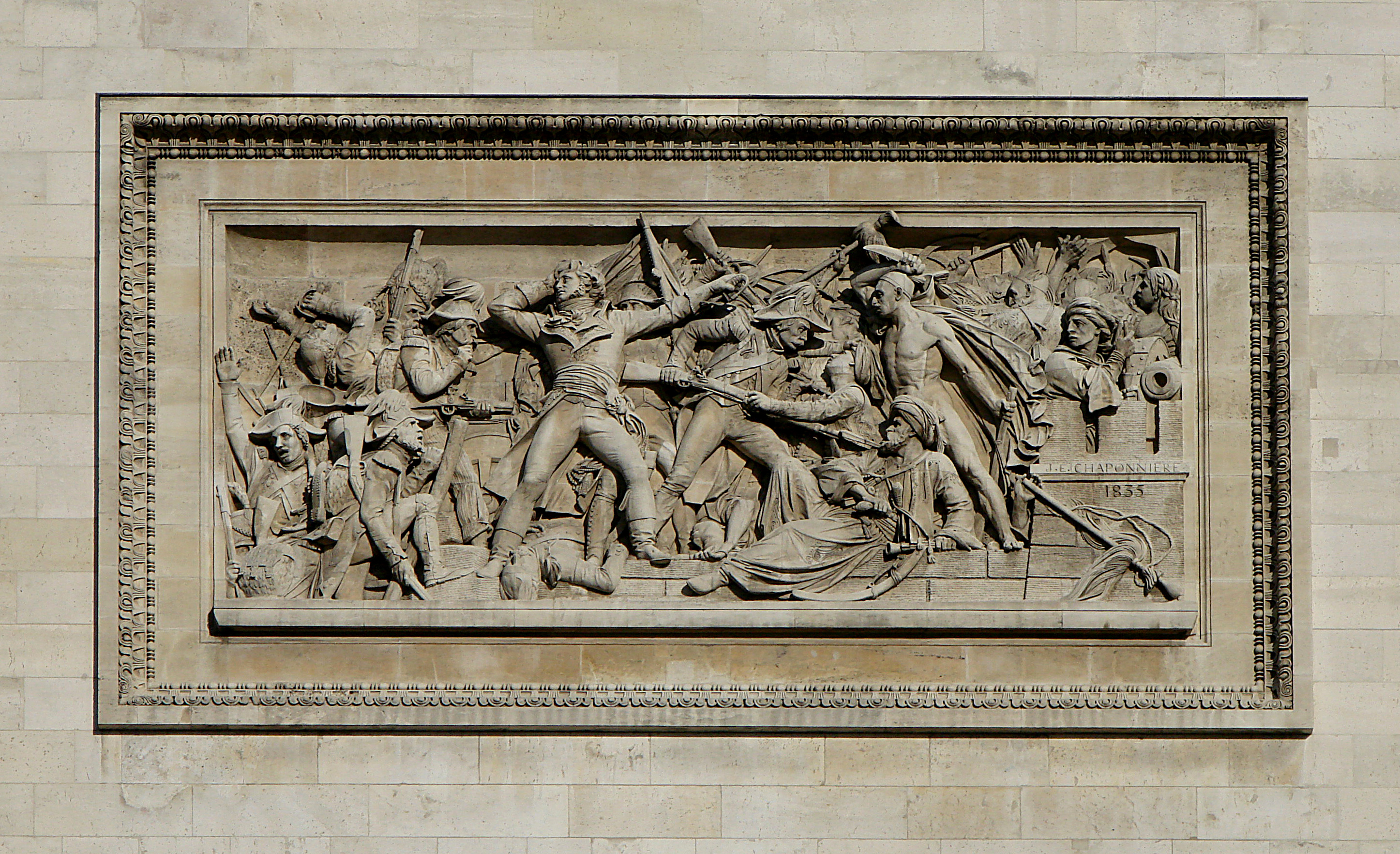
Płaskorzeźba przedstawiająca bitwę pod Aleksandrią na Łuku Triumfalnym w Paryżu

Bitwa pod Aleksandrią – starcie zbrojne, które miało miejsce 2 lipca 1798 roku. Była to pierwsza bitwa pomiędzy armią Bonapartego zmierzającą do podbicia całego Egiptu, a siłami lokalnymi. 
Aleksandrii broniło 500 ludzi pod dowództwem Koraima Paszy. Miasto było otoczone przez mury o wysokości 12 metrów, które jednakże były w fatalnym stanie, podobnie jak artyleria obrońców. Aleksandria była ówcześnie zamieszkiwana przez 10 000 osób.
Armia, która wyszła na ląd kilka kilometrów na wschód od Aleksandrii została podzielona na trzy kolumny : prawą gen. Bona, środkową gen. Klebera i lewą gen. Menou wraz z awangardą gen.Veaux. Miasto szturmowano przy użyciu drabin oblężniczych. Podczas starcia na mury wylegli także mieszkańcy miasta. Zginął szef brygady Mas, raniono gen. Klebera, Menou i Moranda. 
Po kilku godzinach walki każda z kolumn znalazła wyłom w murach i wdarła się do miasta. Część obrońców uciekła na pustynię, część zabarykadowała się w głównym meczecie. Francuzi zaczęli zdobywać strategiczne miejsca, wkrótce poddali się również obrońcy meczetu. Tego samego dnia Bonaparte przyjął kapitulację gubernatora miasta i zapewnił, iż nie ma zamiaru walczyć przeciw Turkom, ale przeciwko mamelukom (gubernator Aleksandrii pochodził z nominacji sułtana). 
Dzień później Napoleon objechał miasto. Podczas walk zginęło 40 Francuzów, 300 obrońców miasta. Gubernatorem Aleksandrii mianowany został ranny gen. Kleber, który otrzymał od głównodowodzącego oddział złożony z 3 000 żołnierzy. 7 lipca zakończono wyładunek wszystkich towarów z francuskich statków. Dobrze zaopatrzona armia wyruszyła w kierunku Kairu już na początku lipca.